# Milla Camurça
Milla Christie Barbosa Camurça (Porto Velho, 12 de maio de 1992) é uma voleibolista indoor brasileira, atuante na posição levantadora, com marca de alcance de 270 cm no ataque e 265 cm no bloqueio.

## Carreira
Os primeiros contatos com o voleibol deu-se ainda muito nova, chegando a representar as esquipes dos colégios Carmélia Dutra e Dom Bosco, obtendo conquistas, no ano de 2010, jogou pela AABB/UNIRON, sendo campeã e eleita melhor levantadora do torneio da FRV e disputou a etapa classificatória do Grupo I da Liga Nacional de Voleibol Feminino. Em 2011, jogou pela UniBrasil/Prudentópolis na conquista dos Jogos Abertos do Paraná (JAP´s) na série Be participou dos Jogos Universitários do Paraná e recebeu na categoria voleibol o prêmio Orgulho Paranaense de 2012, 
Em 2012, estava vinculada ao Paraná Clube e também com o Ferroviário em 2013 esteve competindo pelo Aprov/Chapecó e em 2014 como Uno/Chapecó e 2015e com a ACV/Chapecó. Também atuou pelo São José Vôlei disputando a Superliga Brasileira A 2014-15.Em 2016, atuou pelo  Cascavel/Unimed/Sensei na Superliga Brasileira B.
Foi atleta da Amavôlei Maringá de 2016 a 2019, depois, transferiu-se para a AGEE-Atacadão/São Carlos na temporada 2019-20.No período de 2020-21, foi anunciada como atleta do time chéquio da VK UP Olomouc. Na Europa, atuou pelo time português do Clube Kairós de Voleibol no período de 2021-22 e disputou a Challenge Cup de 2022.Em 2023, atuou pelo Bradesco/Osasco e conquistou o título da Superliga B e foi contratada pelo Dentil/Praia Clube.

## Títulos e resultados
- Copa Brasil de 2024
- Supercopa Brasileira de 2024
- Supercopa Brasileira de 2023
- Campeonato Paranaense de 2018
- Campeonato Mineiro de 2023
- Campeonato Mineiro de 2024
- Copa Brasília 2024
- Copa Brasília de 2023
- Campeonato Paranaense de 2017
- Campeonato Paranaense de 2016
- Jogos Abertos do Paraná de 2018
- Jogos Abertos do Paraná de 2017
- Jogos Abertos do Paraná de 2016
- Superliga Brasileira B de 2023
- Superliga Brasileira B de 2019
- Superliga Brasileira B de 2016
- Superliga Brasileira C de 2020
- Superliga Brasileira C de 2019
- Superliga Brasileira C de 2018

## Premiações individuais
- MVP do Campeonato Paranaense de 2017
- Melhor Levantadora do Campeonato Paranaense de 2017
- MVP do Campeonato Paranaense de 2018
- Melhor Levantadora do Campeonato Paranaense de 2018